# Edwin Peter Brandt
Edwin Peter Brandt (auch Edwin Brandt genannt; * 15. Dezember 1943 in Litzmannstadt) ist ein deutscher Baptistenpastor und ehemaliger theologischer Lehrer. Von 1986 bis 2002 war er Leiter des Theologischen Seminars des Bundes Evangelisch-Freikirchlicher Gemeinden.

## Leben
Edwin Peter Brandt entstammt einer baptistischen Familie. Bereits sein Großvater Peter Brandt war Baptistenprediger. Nach seiner Reifeprüfung studierte er von 1963 bis 1964 zunächst an der Kirchlichen Hochschule Berlin und immatrikulierte sich anschließend an der Theologischen Fakultät der Universität Hamburg und gleichzeitig am Theologischen Seminar des Bundes Evangelisch-Freikirchlicher Gemeinden, das seinerzeit seinen Sitz in Hamburg-Horn hatte. 1966 kehrte er an die Kirchliche Hochschule Berlin zurück, an der er 1970 sein Theologiestudium absolvierte. Als Pastor auf Probe wirkte er von 1970 bis 1974 als Krankenhausseelsorger in Berlin. Nach seiner Anerkennung als Pastor des Bundes Evangelisch-Freikirchlicher Gemeinden berief ihn die Evangelisch-Freikirchliche Gemeinde Hamburg-Wandsbek im selben Jahr zu ihrem Seelsorger. Rund fünf Jahre später wechselte Edwin Brandt an das Theologische Seminar in Hamburg-Horn und übernahm hier eine Dozentur für Kirchengeschichte. 1986 löste er Eduard Schütz als Direktor des Theologischen Seminars ab und verblieb in dieser Position bis zum Umzug der theologischen Ausbildungsstätte nach Wustermark-Elstal im Jahr 1997. 
Nach dem Umzug des Theologischen Seminars war Edwin Brandt bis 2001 Rektor des gesamten Bildungszentrums und von 1997 bis 2002 gleichzeitig Direktor des Theologischen Seminars. In diesen Funktionen war er wesentlich am Aufbau und an der Konzeption der neuen Ausbildungsstätte für ehren- und hauptamtliche Mitarbeiter des Bundes Evangelisch-Freikirchlicher Gemeinden beteiligt.
Von 2002 bis zu seinem Eintritt in den Ruhestand im Jahr 2008 übernahm Edwin Brandt die Pastorenstelle der Evangelisch-Freikirchlichen Gemeinde Potsdam.

## Veröffentlichungen in Auswahl
- Vom Bekenntnis der Baptisten, in: Günter Balders (Hrsg.), Ein Herr, ein Glaube, eine Taufe, Kassel 1984, S. 182ff
- Missionarisch leben, Kassel 2004
- Gemeinschaft am Evangelium, Leipzig 1996